# Valea Calului, Argeș
Valea Calului este un sat în comuna Șuici din județul Argeș, Muntenia, România.